# USS Grunion (SS-216)
USS Grunion (SS-216) – amerykański okręt podwodny typu Gato, pierwszego masowo produkowanego wojennego typu amerykańskich okrętów podwodnych. Zatonął 30 lipca 1942 roku, prawdopodobnie w wyniku trafienia własną torpedą.